# Taran Killam
Taran Hourie Killam (Culver City, 1982. április 1. –) amerikai színész, énekes, humorista és író. 
Leginkább az Amanda show, az Így jártam anyátokkal, a MADtv, az Új csaj és a Saturday Night Live című sorozatokból ismert. Szerepelt továbbá a Disney Channel Külvárosi tinisors (2004) című filmjében, illetve ő szolgáltatja a Nature Cat című animáció sorozat címszereplőjének hangját.
Killam játszotta III. György király szerepét a Hamilton című musicalben.

## Fiatalkora és tanulmányai
1982. április 1-jén született a kaliforniai Culver Cityben. 15 éves koráig Big Bear Lake-ben élt.
A Los Angeles County High School for the Arts-ban tanult. Ezután a Los Angeles-i Egyetemeh folytatta tanulmányait, de kilépett, hogy színészi karriert folytasson.

## Magánélete
2009 januárjában jegyezte el Cobie Smulders színésznőt. 2012. szeptember 8-án házasodtak össze a kaliforniai Solvangban. Két lányuk született, 2009-ben és 2015-ben.
A Los Angeles Rams szurkolója.

## Filmográfia

### Film
| Év   | Magyar cím                                    | Eredeti cím                                       | Szerep                             | Magyar hang    |
| ---- | --------------------------------------------- | ------------------------------------------------- | ---------------------------------- | -------------- |
| 1994 | Csupasz pisztoly 33 1/3 – Az utolsó merénylet | Naked Gun 33⅓: The Final Insult                   | A Geriatric Park tagja             |                |
| 2002 | Minden hájjal megkent hazug                   | Big Fat Liar                                      | Bret Callaway                      | Simonyi Balázs |
| 2003 | Szakítópróba                                  | Just Married                                      | Dickie McNerney                    |                |
| 2004 | Külvárosi tinisors                            | Stuck in the Suburbs                              | Jordan Cahill                      | Hamvas Dániel  |
| 2006 |                                               | The Showdown (rövidfilm)                          | The Batter                         |                |
| 2006 |                                               | Dr. Miracles (rövidfilm)                          | Mr. Peterson                       |                |
| 2007 | Bazi nagy film                                | Epic Movie                                        | kalóz                              |                |
| 2008 | A spanom csaja                                | My Best Friend's Girl                             | Josh                               | Polgár Péter   |
| 2009 |                                               | Three Matthew McConaugheys and a Baby (rövidfilm) | Matthew McConaughey                |                |
| 2010 |                                               | Anderson's Cross                                  | Austin Wilson                      |                |
| 2013 | Női szervek                                   | The Heat                                          | Adam / Simon Larkin                | Szatory Dávid  |
| 2013 | Nagyfiúk 2.                                   | Grown Ups 2                                       | pomponsrác (cameo)                 |                |
| 2013 | 12 év rabszolgaság                            | 12 Years a Slave                                  | Abram Hamilton                     |                |
| 2014 | Tini nindzsa teknőcök                         | Teenage Mutant Ninja Turtles                      | Jim McNaughton                     |                |
| 2015 | Ted 2.                                        | Ted 2                                             | önmaga                             |                |
| 2015 | Csocsó-sztori                                 | Underdogs                                         | Skip kapitány / Rufus (hangja)     |                |
| 2016 |                                               | Casual Encounters                                 | Justin Davis                       |                |
| 2016 | Menyasszony apró szépséghibával               | Brother Nature                                    | Roger Fellner                      | Hamvas Dániel  |
| 2017 | Éjjeli hajsza                                 | All Nighter                                       | Gary                               | Hamvas Dániel  |
| 2017 | Nyírjuk ki Gunthert                           | Killing Gunther                                   | Blake                              | Hamvas Dániel  |
| 2018 | Esti iskola                                   | Night School                                      | Stewart                            | Takátsy Péter  |
| 2023 | Pókember: A pókverzumon át                    | Spider-Man: Across the Spider-Verse               | Patrick O'Hara / Póklovas (hangja) |                |
| 2023 | Vad folyó                                     | River Wild                                        | Gray Reese                         | Hamvas Dániel  |